# Niederhelfenschwil
Niederhelfenschwil je obec na východě Švýcarska v kantonu St. Gallen. Žije zde přibližně 3 100 obyvatel.
Název obce je nejdelším jednoslovným názvem ve Švýcarsku.

## Geografie

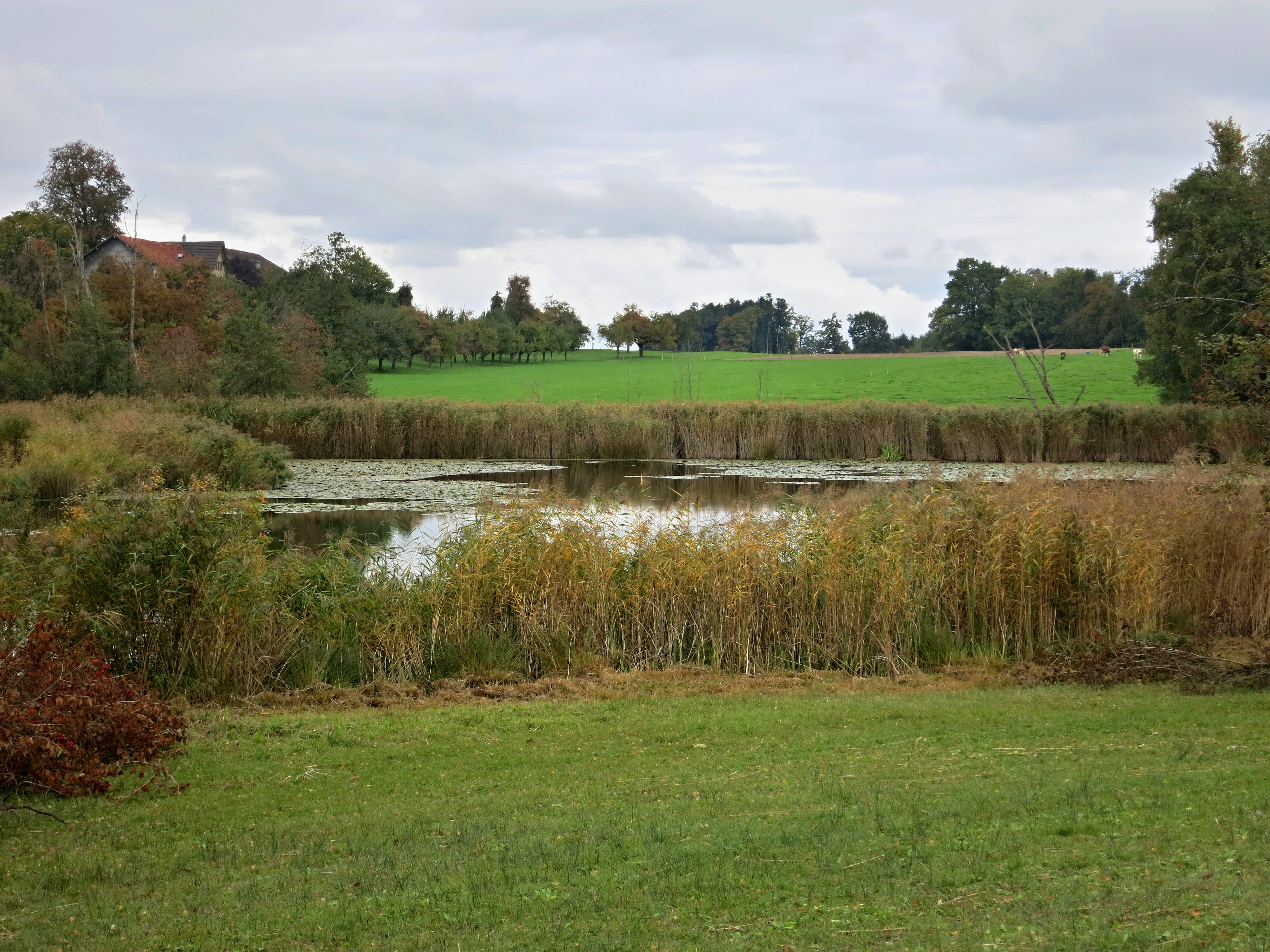
Krajina okolí obce

Obec se nachází na náhorní plošině severně od řeky Thur mezi městy Wil a Bischofszell a na severu sousedí s kantonem Thurgau. Obraz drumlinové krajiny v okolí obce charakterizují venkovská sídla, statky a zalesněné plochy. Architektonický ráz v posledních letech výrazně změnila řada nových obytných budov.
K obci Niederhelfenschwil patří kromě obce Niederhelfenschwil (zároveň také samostatné farnosti) také samoty Enkhüseren a Dägetschwil, v nichž sídlí obecní úřad.

## Historie

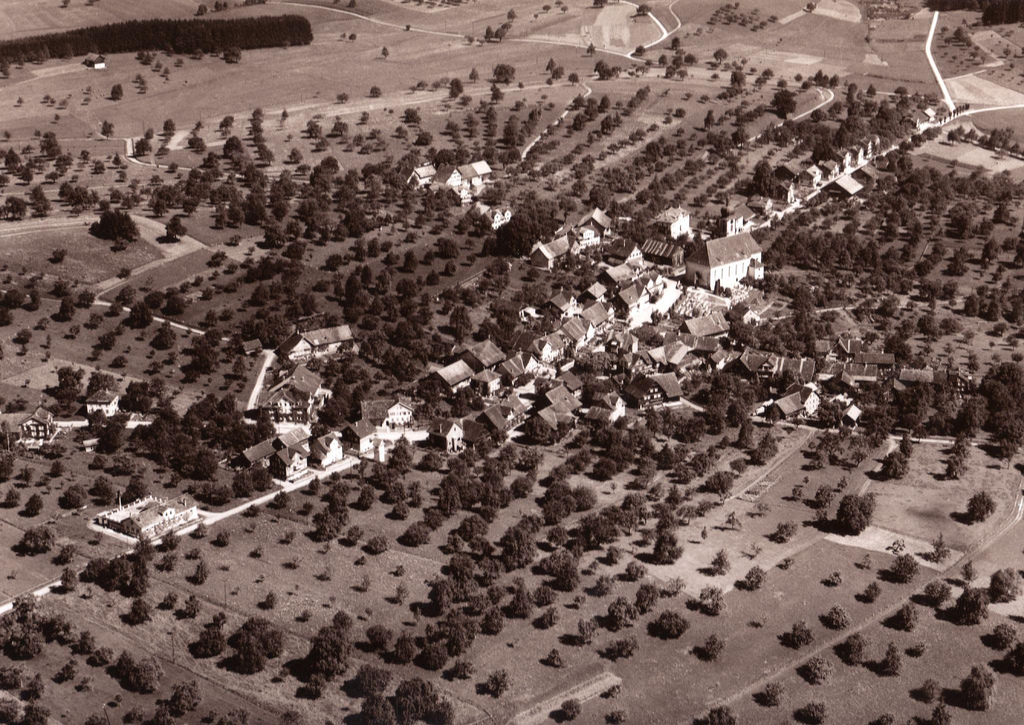
Letecký pohled (1938)

Niederhelfenschwil je poprvé zmiňován v listině z roku 817/818 jako Helfolteswilare (vesnice Helfote). O osídlení obce v raném středověku svědčí několik darovacích listin kláštera v St. Gallenu z let 782 až 965. V roce 965 se zde nacházelo několik obcí, které byly osídleny v raném středověku. Niederhelfenschwil, Zuckenriet a Lenggenwil tvořily vlastní soudní okresy, které se ve středověku dostaly pod vliv duchovních rodin kláštera v St. Gallenu. V roce 1465 odkoupil klášter v St. Gallenu zpět soudní dvůr Niederhelfenschwil a zařadil je do svého poddanského území. V listině z roku 1426 je vesnice označována jako Nidren-Helffentswile, aby se odlišila od obce Oberhelfenschwil v oblasti Toggenburg. Dvě otevření pocházejí z let 1469 a 1495. V roce 1490 byl dvůr Niederhelfenschwil spojen s bývalým dvorem Enkhüseren, patřícím klášteru v Kostnici. V roce 1803 se Niederhelfenschwil, Zuckenriet a Lenggenwil spojily v politickou obec Niederhelfenschwil v nově vzniklém kantonu St. Gallen, v roce 1837 následovalo sloučení i dalších místních sdružení.
Niederhelfenschwil a Zuckenriet se v letech 1529–1531 dočasně připojily k reformaci, zatímco Lenggenwil zůstal katolický. Kostel v Niederhelfenschwilu byl poprvé zmíněn v roce 903. Kostel svatého Jana Křtitele v Niederhelfenschwilu byl v letech 1786/87 přestavěn na barokní stavbu.

## Obyvatelstvo

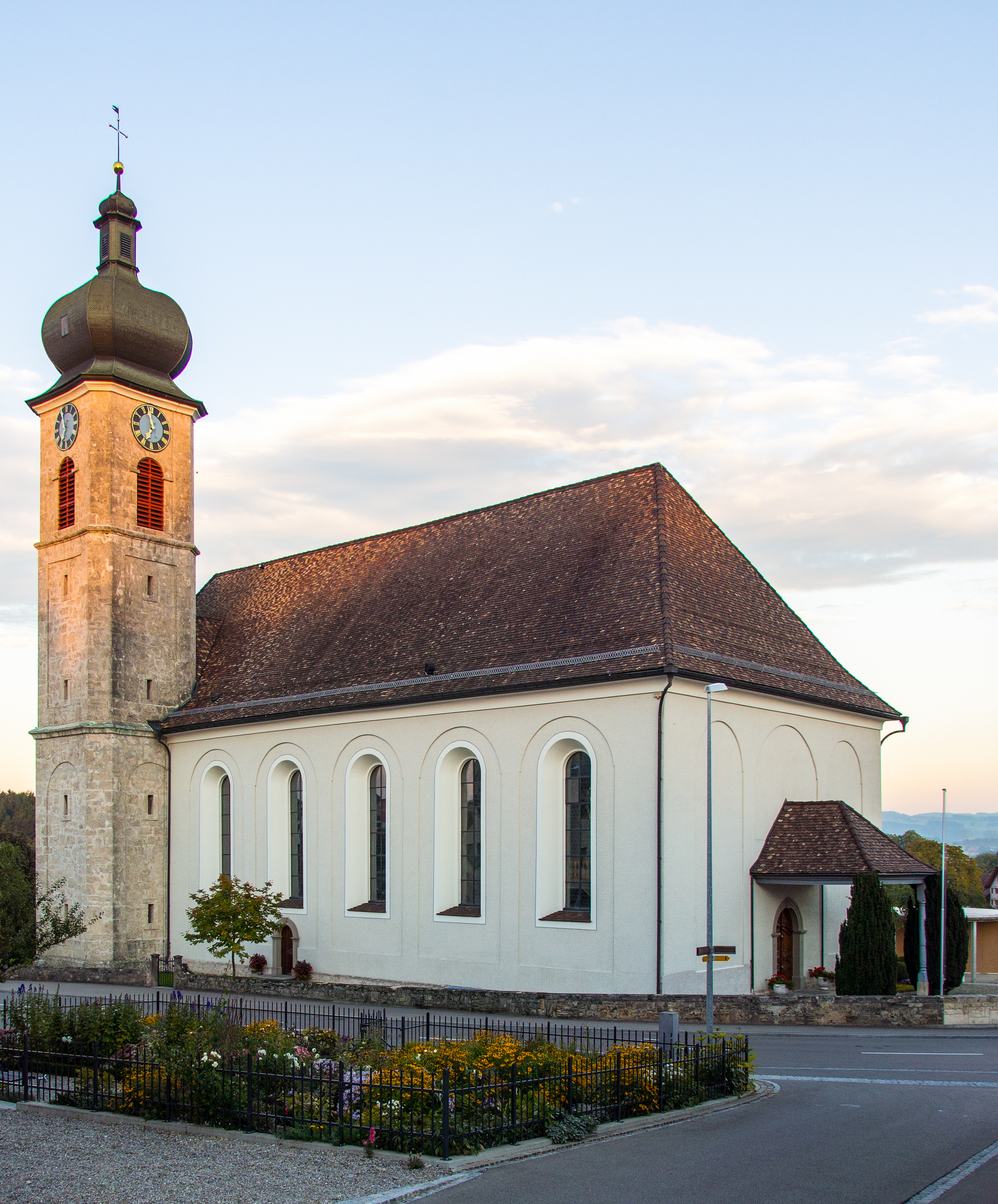
Katolický kostel v obci

| Rok            | 1837 | 1850 | 1900 | 1950 | 1970 | 2000 | 2018 |
| Počet obyvatel | 1275 | 1279 | 1250 | 1469 | 1614 | 2599 | 3149 |

## Hospodářství
V obci převládalo až do 19. století zemědělství, zejména obdělávání orné půdy, později také mlékárenství, živočišná výroba a ovocnářství. V roce 1984 bylo v obci sedm sýráren. V roce 1966 bylo rozhodnuto o komplexním scelení statků. Od 60. let 20. století obec zaznamenala neustálý růst a nárůst osídlení podnikatelskými subjekty, ale zachovává si svůj venkovský charakter.